# 철학적 단편에 부치는 비학문적인 해설문

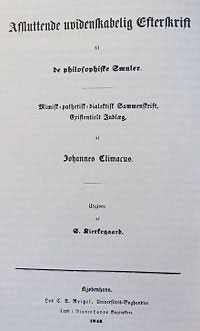

《철학적 단편에 부치는 비학문적인 해설문》(덴마크어: Afsluttende uvidenskabelig Efterskrift til de philosophiske Smuler)는 쇠렌 키르케고르의 주요 저서 중 하나이다. 이 책은 헤겔의 철학인 헤겔주의(Hegelianism)에 대한 신랄한 공격이다. 또한 이 저서는 책에 나온 "주관성(주체성:Subjectivity)은 진리다"라는 언명 때문에 유명하다. 그 언명 또한 책의 전체적인 내용이 그러하듯이 헤겔의 철학에 대한 공격으로, 헤겔의 철학이 결정론으로 기우는 데 대한 비판이다. 헤겔의 체계에 반대하여 키르케고르는 자주 형이상학적 자유주의자의 입장이나 자유의지를 설명하였다. 하지만 자유 의지가 키르케고르의 실존주의를 명확히 이해하는 데 필수적인 것은 아니라는 주장이 있다.
제목에서 알 수 있듯이, 이 책은 "철학적 단편"이란 제목의 책을 쓴 다음에 시리즈로 이어서 저술한 것이다. 이 책의 제목은 사실 반어적이다. 왜냐하면 이 책의 분량이 철학적 단편에 비하면 다섯 배나 많기 때문이다. 이 책에 나오는 설명에 따르면 "요한네스 클리마쿠스"는 이 책의 저자이고 키르케고르는 책의 편집자이다. 다른 그의 익명 저서에서처럼, 해설에는 키르케고르 자신의 신념이 드러나지 않는다. 그러나 그의 다른 익명 저서와는 다르게, 키르케고르가 자신의 이름을 편집자로 적어놓았다는 점에서, 이 책이 키르케고르의 저서 중에서 지니는 중요성을 알 수 있다.

## 철학적 단편 내용 대조 표
| 객관성 | 주관성(주체성) |
| --- | --- |
| 객관적 진리는 인식 주체의 실존과 상관이 없는 주장과 연관되는 것이다. 역사, 과학, 사변적인 철학 모두 객관적 지식을 다룬다. 클리마쿠스에 따르면, 모든 객관적 지식은 의심하는 주체이다. 초점은 주장하는 것이 무엇이냐에 있다. | 주관적 진리는 본질적이고 윤리-종교적인 진리이다. 이것은 외부 세계의 견해나 주장으로 구성된 것이 아니다. 이것은 내적 성찰과 체험과 특히 신과의 관계로 구성된다.                                                                                                 |
| 직접적인 의사전달 방식은 개인적인 체험이 없어도 이해하거나 의사소통할 수 있는 진술로 이루어진다. 객관적인 지식은 직접적으로 의사를 전달할 수 있다.                                                                         | 간접적인 의사전달 방식은 의사를 전달 받는 사람의 전적인 관심을 요구한다. 이 방식에서 의사를 전달 받는 사람은, 단순히 전달되는 것을 대충 듣기만 해서는 알아 들을 수가 없고, 반드시 전달되는 것을 체험하거나 예전부터 지금까지 계속 체험하고 있는 중이어야 한다. |

## 서지정보
- 《주체적으로 되는 것》, 임규정/송은재 역, 지만지, ISBN 978-89-6228-167-5